# Dioptrochasma
Dioptrochasma es un género de polilla de la familia Geometridae. El género fue descrito por primera vez por Ferdinand Karsch-Haack en 1895 y se puede encontrar con endemismo en la África subsahariana.

## Taxonomía
La especie tipo es Coptopteryx specularia por designación original. El género es homónimo posterior de Coptopteryx. El nombre objetivo de reemplazo es Eccoptopteryx incluido por Parsons et al. (1999: 233) como sinónimo de Dioptrochasma.

## Especies
- D. ablegata Herbulot, 1996
- D. aino Bryk, 1913
- D. calderae Herbulot, 1996
- D. gracilis Herbulot, 1992
- D. homochroa (Holland, 1893)
- D. mercyi Herbulot, 1956
- D. specularia (Holland, 1893)